# 府内 (さいたま市)
府内（ふない）は、埼玉県さいたま市岩槻区の町名。現行行政地名は府内一丁目から府内四丁目。住居表示実施済み。郵便番号は339-0042。

## 地理
さいたま市岩槻区の中部に位置する。岩槻駅からはやや離れているが、住宅地として利用されている。北部は国道16号に面しており、交通量は多い。元荒川や岩槻城址にも近い。

### 地価
住宅地の地価は、2018年（平成30年）1月1日の公示地価によれば、府内2−8−3の地点で83,200円/m2となっている。

## 歴史
- 1989年（平成元年）11月6日 - 岩槻市第4次住居表示整備事業により、岩槻市府内一丁目〜四丁目が成立。大字木曽良は府内二丁目になり消滅。
- 2005年（平成17年）4月1日 - 岩槻市がさいたま市と合併し、さいたま市岩槻区の町名となる。

## 世帯数と人口
2017年（平成29年）10月1日現在の世帯数と人口は以下の通りである。
| 丁目       | 世帯数  | 人口    |
| ---------- | ------- | ------- |
| 府内一丁目 | 204世帯 | 451人   |
| 府内二丁目 | 475世帯 | 1,076人 |
| 府内三丁目 | 11世帯  | 13人    |
| 府内四丁目 | 177世帯 | 399人   |
| 計         | 867世帯 | 1,939人 |

## 小・中学校の学区
市立小・中学校に通う場合、学区（校区）は以下の通りとなる。
| 丁目       | 番地 | 小学校                 | 中学校                 |
| ---------- | ---- | ---------------------- | ---------------------- |
| 府内一丁目 | 全域 | さいたま市立城南小学校 | さいたま市立柏陽中学校 |
| 府内二丁目 | 全域 | さいたま市立城南小学校 | さいたま市立柏陽中学校 |
| 府内三丁目 | 全域 | さいたま市立城南小学校 | さいたま市立柏陽中学校 |
| 府内四丁目 | 全域 | さいたま市立城南小学校 | さいたま市立柏陽中学校 |

## 交通
鉄道は敷設されていないが、最寄り駅は東武野田線（東武アーバンパークライン）岩槻駅であるが府内2丁目からおよそ2.3 kmほど北にある。

### 道路
- 国道16号岩槻春日部バイパス
- 埼玉県道48号越谷岩槻線

## 施設
- しらこばと保育園
- 富士浅間神社
- 白山神社
- 東急団地公園
- 浅間神社こども広場
- 西飯塚自治会館
- 県住岩槻府内団地集会所